# Triumph T25-serie
De Triumph T25-serie is een serie 250cc-motorfietsen die het Britse merk Triumph produceerde van 1968 tot 1971. 

De machines waren niet door Triumph zelf ontwikkeld, maar door het zusterbedrijf BSA. Ze waren identiek aan de BSA B25-serie en werden in de BSA-fabriek in Small Heath gebouwd. 

## Voorgeschiedenis
Triumph had zich tot de jaren vijftig vooral beziggehouden met de productie van voor die tijd zware motorfietsen, maar in 1954 verschenen de 150cc-Triumph T15 Terrier en de 200cc-Triumph T20 Tiger Cub, bedoeld voor jonge klanten en geholpen door de Britse wetgeving, die vanaf 1960 de "Learner's permits" vrijstelden voor motorfietsen onder 250 cc. De Tiger Cubs kwamen er in een groot aantal uitvoeringen, toermodellen, sportmodellen, Offroadmodellen, Crossmotoren en zelfs politiemotoren en militaire motorfietsen. De laatste versies leverden echter slechts 16 pk, terwijl Japanse 250cc-modellen tussen 24 pk (Honda CB 72 Super Sport) en 31 pk (Kawasaki A1 250 Samurai) leverden. Triumph moest dus actie ondernemen om de greep op haar jonge klanten niet te verliezen. 

### BSA B25-serie
BSA was al voor de Tweede Wereldoorlog begonnen met de productie van 250cc-eencilinders, de BSA C10, een zijklepper die 8 pk leverde. De BSA C11 met kopklepmotor leverde al 12 pk en de C15, die in 1959 op de markt kwam, leverde in zijn laatste uitvoering al 20 pk. De BSA C25 Barracuda uit 1967 had echter een geheel nieuw blok dat 26 pk bij 7.250 tpm leverde. Dat was wel wat veel van het goede, want de machines boetten in aan betrouwbaarheid en kregen een slechte naam. 

## Triumph TR25W Trophy
| {{{2}}} |

In 1968 verscheen de BSA B25 Woodsman om ook de niet-Amerikaanse klanten een scrambler-achtige machine met omhooggebogen uitlaat te bieden. De productie eindigde al na 10 exemplaren, maar ze bleef feitelijk voortbestaan als Triumph TR25W Trophy. De letter "W" was een verwijzing naar "Woodsman". Het project paste ook wel bij de badge-engineering die Triumph en BSA vanaf dat jaar gingen toepassen en die zich ook uitte in de Triumph Trident en de BSA Rocket 3. 

### Motor
Het grootste verschil met de voorgangers van de BSA C-serie zat in de geheel nieuwe motor. Nog steeds een dwarsgeplaatste luchtgekoelde staande eencilinder met een boring van 67 mm en een slag van 70 mm, maar naast de cilinderkop was nu ook de cilinder zelf van aluminium met een gietijzeren cilindervoering. De koelribben waren hoekiger geworden en door grotere kleppen in combinatie met de nieuwe Amal Concentric-carburateur, een sportnokkenas en een compressieverhouding van 10:1 leverde dat een vermogen van 26 pk bij 7.250 toeren per minuut op. Met de komst van de P34-modellen in 1970 werd het vermogen verlaagd naar 22,5 pk om de betrouwbaarheid te verbeteren. De krukas was uit één stuk gesmeed en kreeg nu kogellagers, terwijl het big-end-lager (krukas-drijfstang) juist een glijlager werd. De krukas kreeg ook twee vliegwielen om een trillingvrije motorloop te krijgen. De stoterstangen hadden geen aparte tunnel meer, maar waren in cilinder en cilinderkop ingegoten. 

### Transmissie
Op het linker uiteinde van de krukas zat de 12V-wisselstroomdynamo en het tandwiel voor de primaire transmissie. Die verliep via een duplexketting naar de meervoudige natte plaatkoppeling naar de voetgeschakelde vierversnellingsbak. De secundaire transmissie verliep via een normale ketting. 

### Rijwielgedeelte
Het semi-dubbel wiegframe was eigenlijk ontwikkeld voor de C15-wedstrijdmodellen, maar profiteerde ook van de ervaringen opgedaan met de B44-serie. Het had een enkele voorbuis vanaf het balhoofd, die zich voor het motorblok in tweeën splitste. Het werd later ook gebruikt voor de B50-serie. Voor zat een telescoopvork met in- en uitgaande demping en achter twee Girling-veer/demperelementen. De machine had twee 7inch-trommelremmen. Aanvankelijk had ze in het voorwiel een halve naaf-simplexrem, die in 1968 werd vervangen door een volle naaf-simplexrem en in 1969 door een duplexrem.

## Triumph T25SS Trail Blazer SS en T25T Trail Blazer
De Triumph T25SS Trail Blazer SS verscheen in 1971 als allroad, zowel in Europa als in de Verenigde Staten. De Britse versies kenmerkten zich door het langere voorspatbord, toen nog nodig vanwege de verplichte voorste kentekenplaat. De machine kreeg een stalen tank en 18inch-wielen. De Triumph T25T Trail Blazer verscheen ook in 1971, maar als offroad. De meeste onderdelen waren gelijk aan die van de T25SS Trail Blazer SS, maar de tank was van aluminium en ze had 20inch-wielen.

## Einde productie
Na 1971 verdwenen alle 250cc-modellen. Triumph en BSA hadden met de 750cc-BSA Rocket 3/Triumph Trident een vergeefse poging ondernomen om tegenstand te bieden aan de Honda CB 750 en in de lichte klassen was de concurrentie uit Japan en Europa zo mogelijk nog sterker. In 1971 probeerde men nog wel een nieuw 350cc-model te ontwikkelen, dat als BSA Fury en als Triumph Bandit op de markt zou moeten komen, maar dat gebeurde niet. In 1972 werden de 500cc-B50, de 650cc-A65 en de 750cc-Rocket 3 nog geproduceerd, maar in 1973 kwam er niets meer uit de fabriek in Small Heath. De laatste verplichtingen aan de Europese importeurs werden ingevuld door enkele honderden Triumph TR6 Trophy's te voorzien van een BSA-logo en als BSA T65 Thunderbolt te verkopen.

## Technische gegevens
| Triumph                | TR25W Trophy                             | T25SS Trail Blazer SS               | T25T Trail Blazer                   |
| ---------------------- | ---------------------------------------- | ----------------------------------- | ----------------------------------- |
| Periode                | 1968-1970                                | 1971                                | 1971                                |
| Categorie              | Allroad                                  | Allroad                             | Offroad                             |
| Motortype              | Stoterstangen kopklepmotor               | Stoterstangen kopklepmotor          | Stoterstangen kopklepmotor          |
| Bouwwijze              | Dwarsgeplaatste staande eencilinder      | Dwarsgeplaatste staande eencilinder | Dwarsgeplaatste staande eencilinder |
| Koeling                | Lucht                                    | Lucht                               | Lucht                               |
| Boring                 | 67 mm                                    | 67 mm                               | 67 mm                               |
| Slag                   | 70 mm                                    | 70 mm                               | 70 mm                               |
| Cilinderinhoud         | 246,8 cc                                 | 246,8 cc                            | 246,8 cc                            |
| Carburateur(s)         | 1 Amal Concentric 928/20                 | 1 Amal Concentric 928/20            | 1 Amal Concentric 928/20            |
| Ontsteking             | Accu-bobine                              | Accu-bobine                         | Accu-bobine                         |
| Smeersysteem           | Dry-sumpsysteem                          | Dry-sumpsysteem                     | Dry-sumpsysteem                     |
| Compressieverhouding   | 10:1                                     | 10:1                                | 10:1                                |
| Max. Vermogen          | 26 pk bij 7.250 tpm, vanaf 1970: 22,5 pk | 22,5 pk                             | 22,5 pk                             |
| Topsnelheid            | 135 km/uur                               | 135 km/uur                          | 135 km/uur                          |
| Primaire aandrijving   | Duplexketting                            | Duplexketting                       | Duplexketting                       |
| Koppeling              | Meervoudige natte plaat                  | Meervoudige natte plaat             | Meervoudige natte plaat             |
| Versnellingen          | 4                                        | 4                                   | 4                                   |
| Secundaire aandrijving | Ketting                                  | Ketting                             | Ketting                             |
| Rijwielgedeelte        | Semi-dubbel wiegframe                    | Semi-dubbel wiegframe               | Semi-dubbel wiegframe               |
| Voorvork               | Telescoopvork                            | Telescoopvork                       | Telescoopvork                       |
| Achtervork             | Swingarm                                 | Swingarm                            | Swingarm                            |
| Remmen                 | Trommelremmen                            | Trommelremmen                       | Trommelremmen                       |
| Tankinhoud             | 9,1 liter                                | 9,1 liter                           | 9,1 liter                           |
| Droog gewicht          | Onbekend                                 | 130 kg                              | Onbekend                            |
| BSA-model              | B25 Woodsman                             | B25 SS Gold Star 250                | B25T Victor Trail                   |